# Brníčko
Brníčko (en allemand : Brünnless) est une commune du district de Šumperk, dans la région d'Olomouc, en Tchéquie. Sa population s'élevait à 643 habitants en 2023.

## Géographie
Brníčko se trouve à 8 km à l'est-nord-est de Zábřeh, à 10 km au sud de Šumperk, à 40 km au nord-ouest d'Olomouc et à 183 km à l'est-sud-est de Prague.
La commune est limitée par Sudkov au nord, par Dlouhomilov à l'est, par Rohle au sud, et par Lesnice et Kolšov à l'ouest.

## Histoire
La première mention écrite de la localité date de 1350.

## Transports
Par la route, Brníčko se trouve à 12 km de Šumperk, à 50 km d'Olomouc et à 233 km de Prague.